# NGC 212
NGC 212 ist eine elliptische Galaxie vom Hubble-Typ E/S0 im Sternbild Phönix am Südsternhimmel. Sie ist schätzungsweise 365 Millionen Lichtjahre von der Milchstraße entfernt und hat einen Durchmesser von etwa 110.000 Lichtjahren. Sie ist die hellste Galaxie des Galaxienhaufens Abell 2806.
 
Im selben Himmelsareal befindet sich die Galaxie NGC 215.
Das Objekt wurde am 28. Oktober 1834 von dem britischen Astronomen John Herschel entdeckt.